# Massaker von Glencoe
Das Massaker von Glencoe war ein politisch motiviertes Massaker gegen den Clan der MacDonalds von Glencoe in Schottland am 13. Februar 1692.

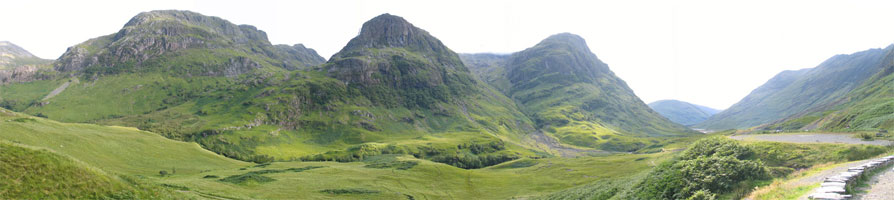
Glencoe, Schottland

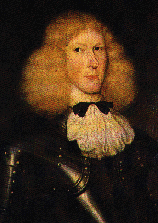
Robert Campbell of Glenlyon

## Hintergrund
Im Jahre 1688 revoltierte das englische Parlament gegen König Jakob II. (der zugleich als Jakob VII. König von Schottland war) und bot die englische Krone Wilhelm von Oranien an, der sie annahm (siehe: Glorious Revolution). Das schottische Parlament hingegen zögerte und trat zunächst in Briefwechsel mit beiden, akzeptierte aber schließlich Wilhelm als König. Die schottischen Hochlandbewohner rebellierten unter der Führung von John Graham of Claverhouse, bekannt als Bonnie Dundee, gegen diese Entscheidung. Dundee fiel in der Schlacht von Killiecrankie.
Auf dem Rückweg von der Schlacht von Dunkeld, in der die Jakobiten den Oraniern unterlegen waren, plünderten die MacDonalds (genauer: MacIains) von Glencoe zusammen mit ihren Cousins aus Glengarry die Ländereien von Robert Campbell of Glenlyon und stahlen sein Vieh. Robert Campbells schon vorher durch Spielschulden angeschlagene finanzielle Situation wurde dadurch so kritisch, dass er ein Armeekommando übernehmen musste, um seine Familie zu versorgen. Aus seiner (vergeblichen) Klage auf Schadenersatz geht übrigens hervor, dass er die Leute von Glengarry für die Verantwortlichen hielt. Von denen aus Glencoe ist nicht die Rede.
Am 1. Mai 1690 unterlagen die schottischen Jakobiten in der Schlacht von Cromdale, und die Niederlage Jakobs in Irland in der Schlacht am Boyne beendete den Aufstand. Am 27. August 1691 bot Wilhelm den Hochlandclans eine Amnestie hinsichtlich ihrer Teilnahme am Aufstand an. Bedingung war, dass sie bis zum 1. Januar 1692 einen Treueeid auf ihn ablegen müssten.
Die Oberhäupter der Clans setzten sich mit Jakob, der sich mittlerweile in Frankreich im Exil befand, in Verbindung und wollten von ihm dafür die Erlaubnis erhalten. Jakob zögerte eine Entscheidung zunächst hinaus, da er immer noch plante, nach Britannien zurückzukehren. Als klar wurde, dass dies nicht so bald möglich sein würde, gestattete er den Clanchefs, den Eid zu leisten. Die Antwort erreichte sie Mitte Dezember, wenige Wochen vor dem Stichtag.
Einige Clans leisteten sofort den Eid, während andere diesen verweigerten. Alastair MacDonald, 12. Chief von Glencoe, wartete bis zum letzten Tag, bevor er sich aufmachte, den Eid abzulegen. Am 31. Dezember 1691 reiste er nach Fort William und fragte den Kommandeur Colonel Hill, ob er den Eid leisten könne. Hill erklärte ihm, dass er für die Abnahme des Eids nicht zuständig sei und MacDonald schnell nach Inveraray weiterreisen müsse. Dort könne er den Eid vor Sir Colin Campbell, dem Sheriff von Argyll, ablegen. Hill gab MacDonald einen Schutzbrief mit und außerdem einen Brief für Sir Colin Campbell, der bestätigte, dass MacDonald rechtzeitig in Fort William gewesen war, um den Eid abzuleisten. Außerdem versicherte Hill, dass in der Zwischenzeit keine Maßnahmen gegen MacDonald getroffen würden, ohne dass dieser sich vor dem König oder einem Gericht rechtfertigen könne. MacDonald brauchte drei Tage bis nach Inveraray, nicht zuletzt wegen der winterlichen Reisebedingungen. Bei seiner Ankunft war Sir Colin Campbell nicht anwesend und MacDonald musste drei weitere Tage auf ihn warten. Dann nahm Sir Colin den Eid entgegen.
Während MacDonald der Meinung war, dass er durch die Eidesleistung allen Vorschriften entsprochen habe und deshalb nichts weiter gegen ihn unternommen werden würde, sahen einige Personen innerhalb der Regierung diese Verspätung als eine willkommene Gelegenheit, gegen die MacDonalds vorzugehen und dabei einige ihrer Gegner zu beseitigen.

## Das Massaker
Eine Verschwörung begann, in die der königliche Ankläger und Sekretär des Königs, John Dalrymple, der Kommandant der Streitkräfte in Schottland, Sir Thomas Livingston, und sogar – weil er die Befehle schließlich unterzeichnete – König Wilhelm verwickelt waren.
Ende Januar oder Anfang Februar 1692 wurden die 1. und 2. Kompanie des Earl of Argyll’s Regiments unter dem Kommando von Robert Campbell of Glenlyon, etwa 120 Soldaten, beim Clan der MacDonalds in Glencoe einquartiert. Diese bewirteten sie, wie es traditionell im Hochland üblich war. Der Großteil des Regiments waren Rekruten aus den Ländereien von Argyll, aber nur eine Minderheit trug den Namen Campbell. Die Offiziere kamen hauptsächlich aus dem schottischen Tiefland. Captain Campbell war durch seine Heirat mit dem alten MacDonald verwandt, deshalb wurde er im Haus des Clanoberhaupts einquartiert. Etwa 14 Tage lang besuchte Captain Campbell jeden Morgen das Haus von Alexander MacDonald, Alastair MacDonalds jüngstem Sohn, der mit Campbells Nichte verheiratet war. Sie war die Schwester von Robert Roy MacGregor. Es ist nicht klar, ob Campbell zu diesem Zeitpunkt wusste, was er durchführen sollte.
Am 12. Februar kam ein Captain Drummond in Glencoe an. Aufgrund einiger Auseinandersetzungen zwischen MacDonald und Drummond im Zusammenhang mit der Eidesleistung war Drummond kein gern gesehener Gast. Obwohl Drummond als Captain des 1. Grenadierregiments ranghöher war als Campbell, übernahm er nicht das Kommando. Er überbrachte lediglich die folgenden Befehle für Robert Campbell, ausgestellt von einem Major Duncanson.

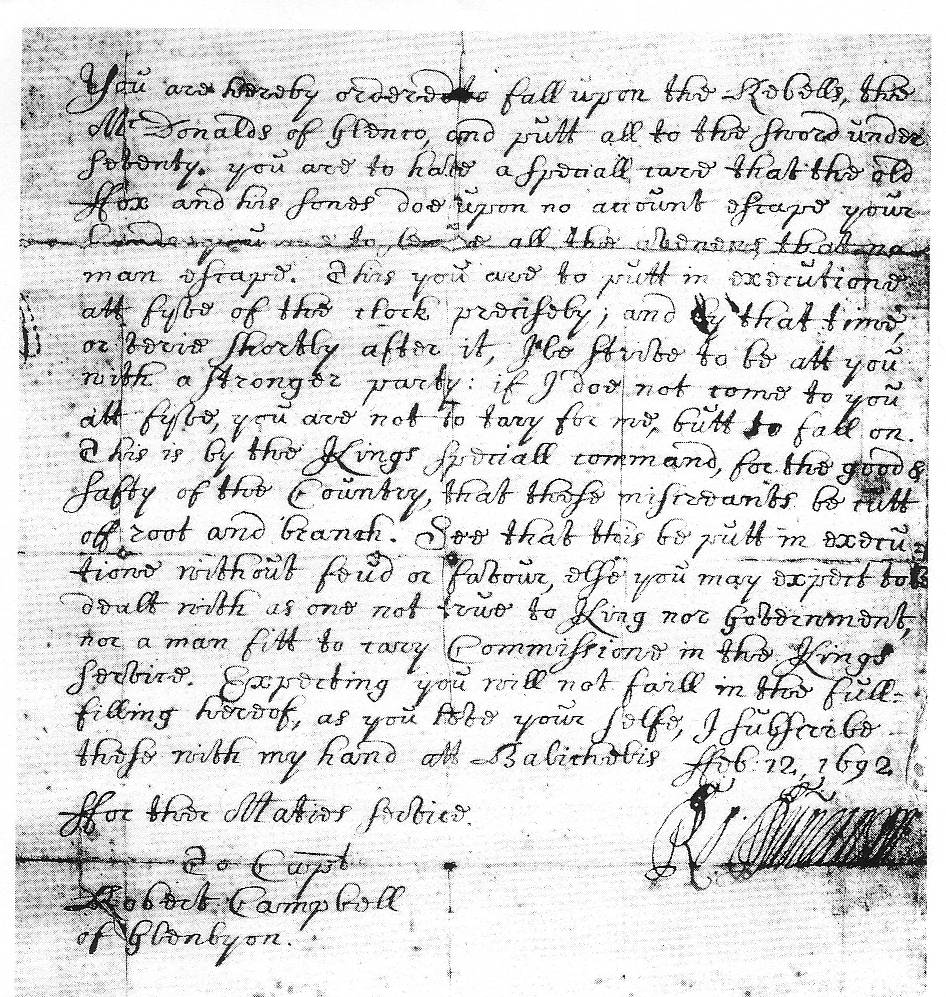
Faksimileabdruck der Befehle an Campbell

“Sir You are hereby ordered to fall upon the rebels, the McDonalds of Glenco, and put all to the sword under seventy. you are to have a speciall care that the old Fox and his sons doe upon no account escape your hands, you are to secure all the avenues that no man escape. This you are to putt in execution
att fyve of the clock precisely; and by that time, or very shortly after it, I’ll strive to be att you
with a stronger party: if I doe not come to you att fyve, you are not to tarry for me, but to fall on. This is by the Kings speciall command, for the good & safety of the Country, that these miscreants be cutt off root and branch. See that this be putt in execution without feud or favour, else you may expect to be dealt with as one not true to King nor Government, nor a man fitt to carry Commissione in the Kings service. Expecting you will not faill in the full-filling hereof, as you love your selfe, I subscribe these
with my hand att Balicholis Feb: 12, 1692
(signed) R. Duncanson
For their Majesties service

To Capt. Robert Campbell of Glenlyon”

„Sir, Sie werden hiermit beauftragt, die Rebellen zu überfallen, die MacDonalds of Glencoe, und alle Personen jünger als 70 Jahre hinzurichten.
Sie werden insbesondere angewiesen, darauf zu achten, dass der alte Fuchs und seine Söhne Ihnen auf keinen Fall entkommen können. Sie haben alle Straßen und Wege zu sichern, dass kein Mann entkommen kann.
Diesen Befehl müssen Sie exakt um 5 Uhr morgens ausführen. Ich werde um diese Uhrzeit oder kurz danach mit einer starken Streitmacht zu Ihnen stoßen. Sollte ich nicht um 5 Uhr kommen, haben Sie nicht auf mich zu warten, sondern weiterzumachen. Dieser Befehl kommt direkt als Spezialauftrag vom König, zum Wohle und zur Sicherheit des Landes, damit die Wurzeln dieser Kreaturen abgeschnitten werden. Achten Sie darauf, dass dieser Befehl unparteiisch befolgt wird, andernfalls werden Sie als Feind des Königs und der Regierung betrachtet und als unfähig ein königliches Kommando zu führen. In Erwartung, dass Sie schon in eigenem Interesse erfolgreich sein werden, unterzeichne ich dies eigenhändig

Unterzeichnet Robert Duncanson

Im Dienste Ihrer Majestät

An Captain Robert Campbell of Glenlyon“

Drummond verbrachte den Abend mit Kartenspiel mit seinen ahnungslosen Opfern und nahm noch eine Einladung zum Essen am folgenden Tag mit dem Clanoberhaupt MacDonald an, bevor er schlafen ging.
Alastair MacDonald wurde getötet, als er morgens aufstehen wollte, aber seine Söhne konnten fliehen, wie zunächst auch seine Frau. Insgesamt wurden 38 Männer in ihren Häusern oder während der Flucht in die Hügel ermordet. Weitere 40 Frauen und Kinder starben, da sie der winterlichen Witterung ungeschützt ausgeliefert waren, nachdem ihre Häuser niedergebrannt worden waren. Andernorts hatten einige Soldaten ihre Gastgeber gewarnt, andere, wie die Leutnants Francis Farquhar und Gilbert Kennedy, zerbrachen lieber ihre Säbel, als den Befehl auszuführen. Sie wurden festgenommen und inhaftiert, später jedoch entlassen, weil sie als Zeugen der Anklage gegen ihre kommandierenden Offiziere aussagten.
Zusätzlich zu den Soldaten, die sich in Glencoe aufhielten, standen in dieser Nacht zwei weitere Abteilungen mit jeweils 400 Mann bereit und sperrten die Fluchtwege ab. Beide Abteilungen erreichten jedoch ihre Positionen zu spät, nicht zuletzt durch den Schneesturm, der den Weg über den Devil’s Staircase bei Kinlochleven unpassierbar machte. Ebenso ist es möglich, dass sie nicht rechtzeitig ankommen wollten, um an dem Verbrechen nicht teilnehmen zu müssen.

## Untersuchung der Vorfälle
1695 wurde eine Kommission eingesetzt, die die Vorfälle untersuchen sollte.
Im schottischen Recht gibt es eine strafverschärfende Vorschrift, den „Mord unter Missbrauch des Vertrauens“. Das Glencoe-Massaker passte eindeutig in diese Kategorie.
Ziel der Anklage war es, die Verantwortlichen für die Befehle zur Rechenschaft zu ziehen. Dabei gab es einige Schwierigkeiten. Der König, der die Befehle unterschrieben hatte, sollte nicht zur Rechenschaft gezogen werden. Das Argyll-Regiment war zwischenzeitlich nach Frankreich versetzt worden und hatte sich in Flandern den Franzosen ergeben. Aus diesem Grund standen Campbell, Drummond und Duncanson der schottischen Gerichtsbarkeit nicht zur Verfügung.
Der Abschlussbericht der Kommission bestätigte die Unschuld des Königs und schob alle Schuld dem Staatssekretär John Dalrymple zu. Nachdem das schottische Parlament den Kommissionsbericht zur Kenntnis genommen hatte, erklärte es die Hinrichtung der MacDonalds zum Mord und beauftragten das „Komitee für die Sicherheit des Königreichs“, sich an den König zu wenden, damit dieser die für das Massaker Verantwortlichen bestrafen und gleichzeitig die überlebenden MacDonalds entschädigen sollte. Niemand wurde für das Massaker zur Rechenschaft gezogen.

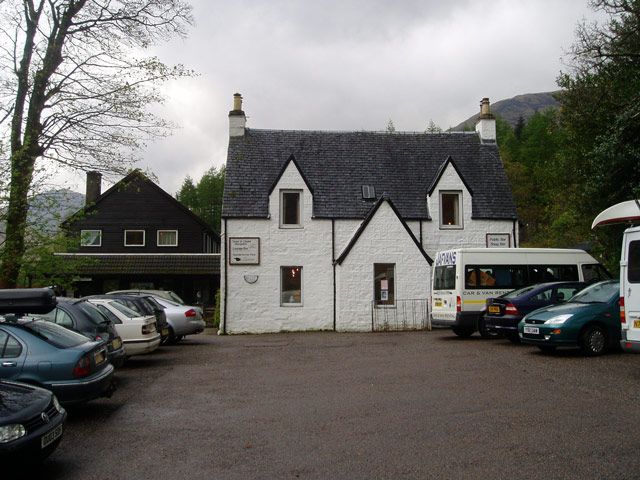
Clachaig Inn in Glencoe

## Schlussbetrachtung

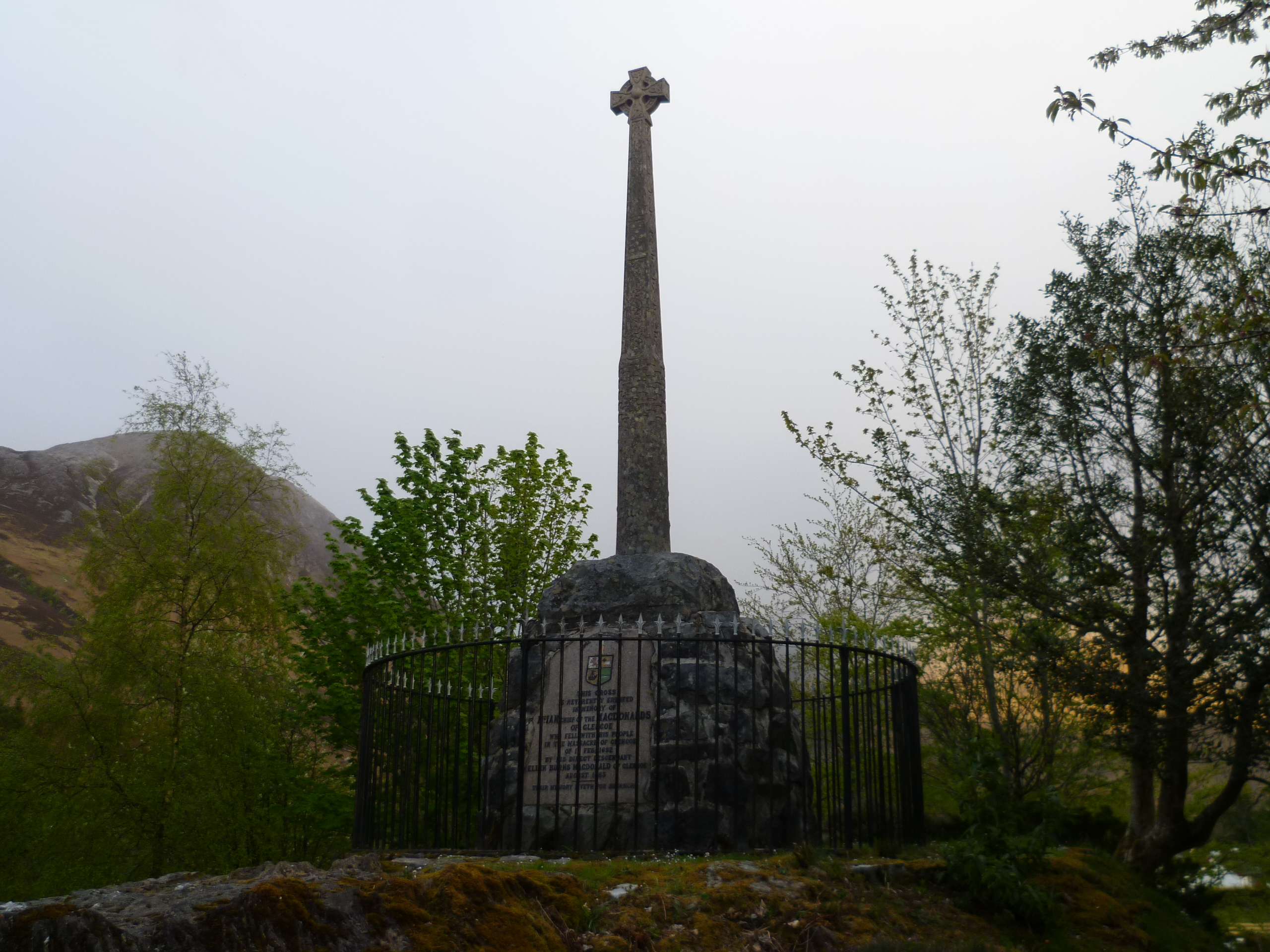
Das zum Gedenken an das Massaker 1883 errichtete Kreuz in Glencoe

Das Glencoe-Massaker wurde dazu benutzt, Sympathien für die jakobitische Bewegung zu gewinnen, die sich eine Generation später, 1745, erneut erhob. In viktorianischer Zeit lebte das Interesse an dem Massaker erneut auf und wurde in der Kunst und Literatur romantisiert dargestellt, zum Beispiel in Sir Walter Scotts Roman „Die Hochlandwitwe“. Wegen der Beteiligung des Argyll-Regiments unter Robert Campbell of Glenlyon wurde das Massaker nicht als Regierungsaktion, sondern als Teil der langjährigen Fehde zwischen den Clans MacDonald und Campbell angesehen.
Ein weiterer Erklärungsansatz für das Massaker ist, dass das Argyll-Regiment, das eindeutig den Campbells zugerechnet wurde, beauftragt wurde, um den jahrhundertealten Zwist zwischen den Hochlandclans neu zu schüren. Staatssekretär Dalrymple war bekannt dafür, dass er als Lowlander die Bewohner des Hochlands als Barbaren ansah und sie hasste. In Glencoe nahm sein Hass mörderische Formen an. Die Erinnerung an das Massaker und die Fehde zwischen beiden Clans besteht teilweise bis heute. Bis Ende des 20. Jahrhunderts hatte der bei Bergsteigern beliebte Gasthof „Clachaig Inn“ in Glencoe den Hinweis auf der Eingangstür „Zutritt für Hausierer und Campbells verboten“ – inzwischen ziert das Schild den Empfangstresen. Generationen von schottischen Kindern lernen heute noch „never trust a Campbell“.
Jedes Jahr findet am 13. Februar von der „Clan Donald Society of Edinburgh“ eine Kranzniederlegung am Denkmal des Massakers in Glencoe statt. Dazu reisen Mitglieder des Donald-Clans aus der ganzen Welt an.
Das Massaker schockierte damals weniger aufgrund der vergleichsweise geringen Zahl der Opfer als vielmehr wegen des eklatanten Missbrauchs des Gastrechts durch die Campbells. Die Tat wird von vielen Schotten noch heute als Schandfleck in deren Clangeschichte betrachtet.
Im August 2023 wurde bei einer von der University of Glasgow organisierten archäologischen Ausgrabung unter einer Feuerstelle ein Tontopf mit 36 Münzen entdeckt, der möglicherweise von einem der Opfer des Massakers dort deponiert worden war.